# Houmets

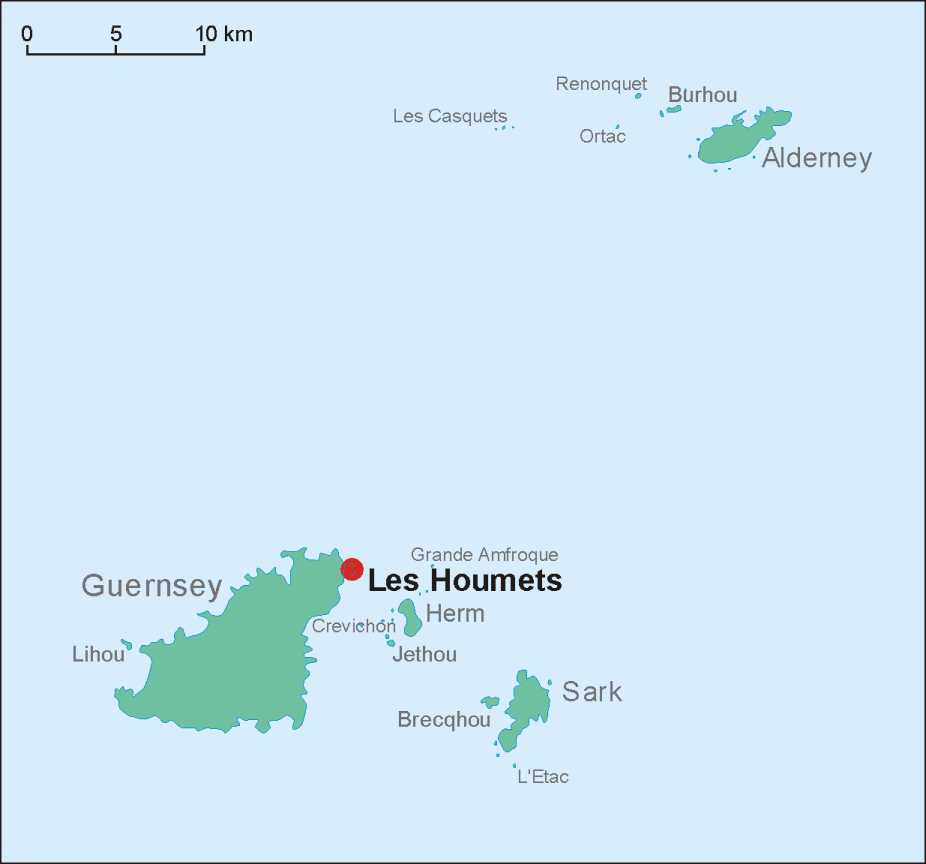
Mapa de Les Houmets

Houmets também conhecidos como Les Houmets são ilhéus desabitados a leste de Guernsey nas Ilhas do Canal. Seu nome deriva do diminutivo do sufixo -hou, uma designação normanda, também usada na língua chamada guernésiais, que significa "ilhéu". Em função de sua natureza interligada às marés, somente é seguro visitar as ilhas durante a maré baixa.
Entre as ilhotas estão Houmet Benest/Houmet Benêt, Houmet Paradis e Houmet Hommetol (Omptolle). Ainda que Victor Hugo sugira que o conjunto de ilhotas estivesse muito erodido pela atividade de extração em pedreiras (certamente verdadeiro em Crevichon, próximo a Herm), Victor Coysh discorda:
"Enquanto muito trabalho dessa natureza esteve em progresso nas paróquias de Vale e em Saint Sampson no último século [i.e. XIX], as pedreiras não foram responsáveis por qualquer alteração pesada na costa onde estão Les Houmets. Na verdade, elas estão na condição de ilhotas por um tempo muitíssimo longo. Fico imaginando se realmente o autor as visitou."

## Victor Hugo
Victor Hugo, que escreveu sobre muitas das Ilhas do Canal em seus livros, descreveu Les Houmets, em sua obra Os trabalhadores do mar. Gilliat, o protagonista, vive em Houmet Paradis:
"Esta casa era chamada Bû de la Rue. Situava-se no ponto de uma língua de terra, ou de rocha, que fazia uma pequena baía separada no riacho de Houmet Paradis. A água era muito profunda ali. Essa casa estava totalmente isolada nesse ponto, quase para fora da terra, com um terreno pouco mais que suficiente para um pequeno jardim. As marés altas às vezes inundavam o jardim. Entre o porto de Saint Sampson e o riacho de Houmet Paradis fica um morro íngreme, que no topo possui um topo de rochas coberto por heras, conhecido como Castelo de Vale, ou Château de l’Archange; de modo que, de St. Sampson, a Bû de la Rue ficava fora de vista..."
O romance foi escrito na década de 1860 e a história se passa na década de 1820, quando essas ilhotas ainda eram habitadas.

## As ilhotas
Houmet Benest/Benêt está a aproximadamente 200 jardas (180 m) da costa, precedida por um rochedo chamado "Hommet", com nome na mesma origem. Possui formato triangular, and 80 × 50 jardas (73 × 45 m). Há resquícios de defesas terrestres do século XVIII para defesa contra os franceses. A ocupação alemã adicionou outra e os britânicos, mais uma após a saída dos alemães. O navio a vapor Clarrie afundou próximo a Houmet Benêt em 1921, em Great Roussel. A embarcação Heathery Brae tentou recuperá-la em 1952, mas acabou afundando também, havendo também os destroços de outras embarcações, dentre elas: Vixen, Rescue e Romp.